# Slivnik
Slivnik je priimek več znanih Slovencev:
- Ada Filip-Slivnik, diplomatka
- Anton Slivnik (1874—1957), veterinar
- Boštjan Slivnik, informatik, računalničar
- Danilo Slivnik (1950—2012), novinar, urednik, publicist, podjetnik
- David Slivnik (*1987), hokejist
- Franc Slivnik (1936—2014), anglist, lektor FF
- Franc Slivnik, veterinar
- Francka Slivnik, operna in baletna publicistka
- Gorazd Slivnik, veslač
- Janez Slivnik, alpski smučar, trener
- Jernej Slivnik, smučar paraolimpijec
- Jože Slivnik (1930—1983), kemik
- Lara Slivnik (*1968), arhitektka, publicistka
- Stanko Slivnik (*1944), veslač, trener, športni delavec
- Tomaž Slivnik (*1948), matematik in elektrotehnik, univerzitetni profesor
- Tone Slivnik, likovni pedagog, slikar

Glej tudi
- priimek Slivar, Slivšek itd.
- Slivje, Sliva